# 乃木坂46×HKT48 冠名節目對決！
《乃木坂46×HKT48 冠名節目對決！》（日语：乃木坂46×HKT48 冠番組バトル!）是一個由日本電視台製作，日本電視台與福岡放送在關東與福岡同步聯合播放的綜藝節目。於2013年7月2日首播的這節目實際上是由兩個節目所組成，分別是日本女子偶像團體乃木坂46的冠名節目《NOGIBINGO!》，與其姊妹團體之一的HKT48之冠名節目《HKT48豚骨魔法少女學院》（HKT48トンコツ魔法少女学院）。每週的節目在播放完畢後皆會邀請一位來自不同領域的名人作為評審，根據兩團體在節目中的表現決定何者獲勝，勝利一方的節目可獲得次週的優先播放機會，因此將節目命名為「冠名節目對決」。
由於播出之後反應熱烈，乃木坂46的《NOGIBINGO!》在2014年初自對決節目中獨立而出，成為分季播出的節目系列。

## 簡介
實際片長各約30分鐘的《NOGIBINGO!》與《HKT48豚骨魔法少女學院》兩節目，雖然是在同一個1小時長的時間帶中播放，但為了加強兩團體之間的競爭感覺，因此採用播放順序不定的方式，根據前一週的表現結果來決定哪個團體的節目獲得優先播放權。來自不同領域的評審會在當週節目播放完畢後，根據兩邊的節目有趣程度、團體的未來性與是否會想讓人跟她們一起工作的感覺，來決定哪方獲得當週的勝利，並且公布在節目的官方網站上。除了勝負的決定與理由外，評審也會從兩個團體的演出成員中選出其心目中的推薦成員（推しメン）與最想一起合作的對向，並對兩團體提出未來的建議。
兩團體間的勝敗除了會影響到下一集節目中的播放順序外，排定於2013年9月17日播放的最終一集（第11集）節目，也會以在前十集節目中勝場較多的團體為主角，製作長達1小時的特別節目。

### NOGIBINGO!
乃木坂46最初是以「作為AKB48的官方對手」為宗旨而成立的偶像團體，雖然其在營運操作上的手法與一眾團體名稱中掛有「48」字樣的AKB48集團姊妹團體不大相同，但仍然是以能成為日本的國民偶像團體作為發展目標。在這樣的背景下。《NOGIBINGO!》是以「乃木坂46如果能在AKB48的主場上，將AKB48做過的事情全都做一次，是否也能像AKB48一般成為全民偶像、甚至超越？」為基礎所企畫出的綜藝節目（製作團隊將其稱之為「新感覺偶像實驗綜藝節目」）。為了達到這點，製作群選擇了同樣是由日本電視台製作、AKB48播放歷史最悠久、收視率也最高的冠名綜藝節目《AKBINGO!》的攝影棚作為乃木坂46新節目的拍攝場地，連佈景也不更換、直接在原本《AKBINGO!》的節目招牌上貼上用瓦楞紙板做成的「NOGI」字樣補丁，變成《NOGIBINGO!》的攝影場地。
此節目的主持人是由過去也經常與AKB48合作的搞笑藝人伊吉里岡田（イジリー岡田）擔任。除了節目名稱仿效自《AKBINGO!》外，節目內容中進行的各種整人單元、團體成員之間的競賽遊戲，也全都是復刻自《AKBINGO!》中曾使用過的企畫。利用此方法加以驗證同樣的企畫由不同的團體來進行時，是否會產生不同的綜藝效果，以呼應其「實驗節目」的定位。
在每集節目剛開始時，會有一個「本週的開場整人」（今週のオープニングどっきり！）小單元，以作弄觀眾或來賓出名的主持人岡田會以各種不同的方式驚嚇在後台休息室或攝影棚內待命的乃木坂成員。而在節目末尾岡田也會根據該集節目中各成員的表現選出一位「最不成材的成員」，並施以一個小懲罰。

### HKT48豚骨魔法少女學院
節目的設定是以一個位於魔法國度「Hakatan」中的魔法學校「豚骨魔法少女學院」為背景。在這所學校中有一群魔法師實習生（HKT48的成員），在前輩的Center魔法師（主持人指原莉乃）的帶領下，希望能透過種種的鍛鍊成為能獨當一面的魔法師。
在節目流程上，每一集的節目剛開始時都會有一段「本週的小劇場」（今週の小芝居），由不同的成員表演一段與成員平常的個性角色有關的魔法短劇作為開場。之後的主單元中，指原會從各領域請來偉大的魔法師（資深搞笑藝人）登場擔任特別來賓。節目的流程會分為第一階段的「對談」（Talk）單元，由HKT48的成員們向資深藝人們發問，並由資深藝人們回答解說問題。因為在單元開始時資深藝人們會被施予一個名叫「Oko-Rande」、無論聽到什麼都不能生氣的魔法，因此成員們可以任意地向前輩詢問一些平常因為很失禮而不能隨便提及的尖銳問題。
在第二階段的節目中，會進行稱為「特別授業」的特訓課程，由資深搞笑藝人們現場示範其得意的搞笑技巧，並由HKT48的成員們實際演練。期待透過這樣的企畫提升成員們的綜藝能力，以貫徹其「養成型綜藝節目」（育成型パラエティ）的節目定位。在節目末尾，會選出一名在當天節目中表現出色的「本週的最佳魔法師」（今週のベスト魔法使い），授予魔力胸針（power brooch）作為獎賞，而得到魔力胸針的成員其日後演出時手上所拿的魔法棒造型也會跟著升級。
在節目的末尾，會有一個由幾位成員舉行的小單元「HKT48認真反省會」（ガチ反省会），以聊天的形式反省自己的表現，作為該集節目的總結。
為了呼應節目背景設定的「魔法」這概念，在此節目中使用了不少電腦動畫與燈光特效，是此節目與其他的HKT48綜藝節目最大的不同處。

## 演出人員
NOGIBINGO!
- 伊吉里岡田（イジリー岡田）：節目主持人。
- 乃木坂46
- 特別來賓或輔助的參與演出者：
  - 藤井恆久（日语：藤井恒久）（日本電視台主播）：第四集溜滑梯問答的發問旁白。
  - 清水康明：第六集「誠實將棋」單元中，負責操作與解說測謊器運作的測謊器製造商PS工業（ピー・エス・インダストリー）之負責人。
  - 高橋喬治（日语：高橋ジョージ）：歌手，搖滾樂團「The虎舞龍（日语：THE 虎舞竜）」主唱，第七集熱唱卡拉OK大賽的評審之一。
  - 真矢（日语：真矢 (ドラマー)）：搖滾樂團月之海（Luna Sea）的鼓手，熱唱卡拉OK大賽的評審之一。
  - Double Name（日语：ダブルネーム）：以擅長唱歌而知名的模仿藝人雙人組，熱唱卡拉OK大賽的評審之一。
  - 八木真澄（日语：八木真澄）：搞笑團體「大草原（日语：サバンナ (お笑いコンビ)）」的成員之一。在第八集的123木頭人遊戲中出場，擔任負責阻撓乃木坂46成員的搞笑刺客。
  - 梅垣義明（日语：梅垣義明）：搞笑藝人。在123木頭人遊戲中擔任搞笑刺客。
  - 長州小力：搞笑藝人。在第十集的暗室猜謎中擔任謎題。
  - 船梨精（ふなっしー）：千葉縣船橋市的非官方吉祥物。在暗室猜謎中擔任謎題。

HKT48豚骨魔法少女學院
- 指原莉乃（HKT48 Team H成員，兼任劇場經理）：節目主持人
- HKT48
  - Team H：穴井千尋、植木南央、多田愛佳、兒玉遙、下野由貴、田中菜津美、中西智代梨、松岡菜摘、宮脇咲良、村重杏奈、本村碧唯、森保圓（森保まどか）、若田部遙
  - 研究生：秋吉優花、井上由莉耶、梅本泉、岡田栞奈、神志那結衣、後藤泉、田島芽瑠、谷真理佳、朝長美櫻、淵上舞

## 節目內容
兩個團體的節目表現勝敗，會影響到次週播放時的優先順位。但由於第一週的節目中沒有先前的勝敗結果做為參考，因此節目的順序是由乃木坂的高山一實與HKT的指原莉乃兩人以猜拳的方式決定，並由指原勝出。
每週播出後的勝敗結果，是於隔週節目開始時揭曉，並同時在官方網頁上公開細節。
| 冠名節目對決 審查裁判與勝敗結果 | 冠名節目對決 審查裁判與勝敗結果 | 冠名節目對決 審查裁判與勝敗結果 | 冠名節目對決 審查裁判與勝敗結果 | 冠名節目對決 審查裁判與勝敗結果 | 冠名節目對決 審查裁判與勝敗結果      | 冠名節目對決 審查裁判與勝敗結果 |
| 集                              | 播放日期                        | 審查員                          | 勝敗結果                        | 勝敗結果                        | 最推薦成員                           | 最想合作的成員                  |
| 集                              | 播放日期                        | 審查員                          | 乃木坂46                        | HKT48                           | 最推薦成員                           | 最想合作的成員                  |
| ------------------------------- | ------------------------------- | ------------------------------- | ------------------------------- | ------------------------------- | ------------------------------------ | ------------------------------- |
| 1                               | 2013年 7月2日                   | 江川達也（漫畫家）              | 勝                              |                                 | 白石麻衣 （乃木坂）                  | 指原莉乃 （HKT）                |
| 2                               | 7月9日                          | 增田賽巴斯汀 （，藝術監督）     | 勝                              |                                 | 兒玉遙 （HKT）                       | 松村沙友理 （乃木坂）           |
| 3                               | 7月16日                         | 西村賢太（小說家）              |                                 | 勝                              | 朝長美櫻 （HKT）                     | 生田繪梨花 （乃木坂）           |
| 4                               | 7月23日                         | 林修（補習班講師）              | 勝                              |                                 | 生駒里奈 （乃木坂） 岡田栞奈 （HKT） | 生駒里奈 （乃木坂）             |
| 5                               | 7月30日                         | 有村昆（影評）                  |                                 | 勝                              | 後藤泉 （HKT）                       | 川村真洋 （乃木坂）             |
| 6                               | 8月6日                          | 崔洋一（電影導演）              |                                 | 勝                              | 村重杏奈 （HKT）                     | 橋本奈奈未 （乃木坂）           |
| 7                               | 8月13日                         | FROGMAN（動畫導演）             | 勝                              |                                 | 中田花奈 （乃木坂）                  | 齊藤優里 （乃木坂）             |
| 8                               | 8月20日                         | 泰利伊藤 （，導演）             |                                 | 勝                              | 植木南央 （HKT）                     | 生駒里奈 （乃木坂）             |
| 9                               | 8月27日                         | 犬童一心 （電影導演）           |                                 | 勝                              | 谷真理佳 村重杏奈 （HKT）            | 指原莉乃 （HKT）                |
| 10                              | 9月3日                          | 森健人 （，編舞）               |                                 | 勝                              | 若月佑美 （乃木坂）                  | 乃木坂46 HKT48 全體成員         |

### NOGIBINGO!
| 各集節目內容 | 各集節目內容  | 各集節目內容 | 各集節目內容 |
| 集           | 播放日期      | 節目企畫 | 不成材成員   |
| ------------ | ------------- | --- | ------------ |
| 1            | 2013年 7月2日 | - 滿臉奶油祭（顔面クリーム祭り!） - 整人對象：全體乃木坂成員 | -            |
| 2            | 7月9日        | - 偶像PokaPoka Dobom（） - 參與成員：松村沙友理、白石麻衣、生駒里奈、櫻井玲香、西野七瀨、高山一實、生田繪梨花、星野南                                                                         | 櫻井玲香     |
| 3            | 7月16日       | - 第一屆乃木坂46認真箱子裡是什麼大會 （第1回乃木坂46ガチンコ箱の中身は何だろな大会） - 挑戰成員：櫻井玲香、齊藤優里、秋元真夏、松村沙友理 - 乃木坂46認真黑暗中到底有什麼大會 （乃木坂46ガチンコ暗闇の中は何だろな？） - 挑戰成員：生田繪梨花、永島聖羅、生駒里奈、松村沙友理 | 松村沙友理   |
| 4            | 7月23日       | - 乃木坂46團結一致溜滑梯問答 （乃木坂46一致団結すべり台クイズ） | -            |
| 5            | 7月30日       | - 惡整躲避球 （ムチャぶりドッジボール） - 線審：川村真洋、和田真彩（和田まあや） | 生田繪梨花   |
| 6            | 8月6日        | - 誠實將棋 （ショージキ将棋） - 參與成員：白石麻衣 vs. 松村沙友理，橋本奈奈未 vs. 高山一實，生田繪梨花 vs. 星野南                                                                                           | -            |
| 7            | 8月13日       | - 熱唱！繼續繼續卡拉OK挑戰 （熱唱!もっともっとカラオケチャレンジ） - 參與成員：白石麻衣、松村沙友理、川村真洋、橋本奈奈未、中元日芽香、中田花奈、齊藤優里                                                                        | 橋本奈奈未   |
| 8            | 8月20日       | - 動了呦～岡田先生跌倒了～ （） | 八木真澄     |
| 9            | 8月27日       | - 乃木坂46 特技排行榜 （乃木坂46 特技ランキング） - 參與成員：白石麻衣 & 松村沙友理、齊藤優里、星野南、中田花奈、能條愛未、西野七瀨、生田繪梨花、橋本奈奈未、高山一實、井上小百合                                    | -            |
| 10           | 9月3日        | - 乃木坂46 黑暗之中有什麼大會 （乃木坂46 暗闇の中は何だろな大会） - 挑戰成員：樋口日奈 & 星野南，橋本奈奈未 & 大和里菜，若月佑美 & 秋元真夏，能篠愛未 & 西野七瀨，川後陽菜 & 生駒里奈                                        | -            |
| 11           | 9月10日       | - 乃木坂46有還是沒有？大驗證 （乃木坂46は持っているのか いないのか?大検証） | 櫻井玲香     |

### HKT48豚骨魔法少女學院
| 各集來賓與節目內容 | 各集來賓與節目內容 | 各集來賓與節目內容 | 各集來賓與節目內容                                                            | 各集來賓與節目內容 |
| 集                 | 播放日期           | 特別來賓           | 特別授業內容                                                                  | 本週的最佳魔法師   |
| ------------------ | ------------------ | ------------------ | ----------------------------------------------------------------------------- | ------------------ |
| 1                  | 2013年 7月2日      | 鴕鳥俱樂部 （ダチョウ倶楽部）    | 熱水澡反應技 （熱湯風呂リアクション）                                                             | 宮脇咲良           |
| 2                  | 7月9日             | 可樂餅 （）        | 一樣一模 （）                                                                 | 中西智代梨         |
| 3                  | 7月16日            | 黛薇夫人 （）      | 黛薇夫人選拔 HKT48 v.s. 黛薇夫人 敲頭猜拳 （）                                | 田中菜津美         |
| 4                  | 7月23日            | 大久保佳代子       | 好像會最晚結婚的成員排行榜 （結婚が遅そうな人ランキング） 搞笑一發技「性感淋浴」 （セクシーシャワー）                   | 秋吉優花           |
| 5                  | 7月30日            | COWCOW             | HKT48原創理所當然體操 （オリジナルあたりまえ体操） 即興50音一句話 （即興50音ヒトコト）                                | 岡田栞奈           |
| 6                  | 8月6日             | 土田晃之           | 爸爸媽媽全面協力企畫 HKT48實情調查！ （お父さんお母さん全面協力企画 HKT48実態調查！）                                     | 中西智代梨         |
| 7                  | 8月13日            | 渡邊直美           | 休息時間：用跳繩跟渡邊直美打好關係吧！ （休み時間：なわとび　渡辺直美と仲良くなろう！） 用美食招待貪吃鬼渡邊直美吧！ （グルメモンスター渡辺直美をもてなそう！） | 田島芽瑠           |
| 8                  | 8月20日            | 三明治人 （サンドウィッチマン）      | 休息時間：大風吹 （休み時間：フルーツバスケット） 魔法 有趣吐槽！ （魔法　オモシロツッコミ！）                                    | 村重杏奈           |
| 9                  | 8月27日            | 野澤亘伸           | 角色扮演特別攝影會 （コスプレ特別撮影会）                                                       | 多田愛佳           |
| 10                 | 9月3日             | 武井壯             | 1期生v.s.2期生 炎之認真體育對戰！ （炎のガチンコ体育バトル！）                                        | 宮脇咲良           |
| 11                 | 9月10日            | 博多華丸、大吉     | 多講一點博多腔吧！ （） 休息時間：奪島遊戲 （島取りゲーム）                               | 若田部遙           |

## 配樂
片頭曲
- NOGIBINGO!
  - 《女生規則》（ガールズルール）：乃木坂46第六張單曲。
- HKT48豚骨魔法少女學院
  - 《喜歡！喜歡！小跳步！》（スキ!スキ!スキップ!）：HKT48第一張單曲。是第一集至第八集的片頭曲。
  - 《哈密瓜汁》（メロンジュース）：HKT48的第二張單曲。第九集起開始使用。

## 工作人員
乃木坂46×HKT48 冠名節目對決！
- 企畫製作人：秋元康
- 總製作人：福田博之
- 製作人：毛利忍（日语：毛利忍）、齋藤匠（日语：齋藤匠）、藤井良記
- 企畫製作：日本電視台
- 製作協力：acro

NOGIBINGO!
- 製作人：渡邊崇士
- 導演：內田秀實
- 劇本：大井洋一、桝本壯志（日语：桝本壮志）、松林健

HKT48豚骨魔法少女學院
- 製作人：石原牧子
- 導演：新井秀和
- 劇本：三田卓人、松原秀、谷口雅人（日语：谷口雅人）

## 播放網路
| 播放區域   | 電視台            | 所屬網路       | 播放日/時間         | 播放期         |
| ---------- | ----------------- | -------------- | ------------------- | -------------- |
| 關東廣域圏 | 日本電視台（NTV） | 日本電視台系列 | 星期二25:29 - 26:29 | 2013年7月2日－ |
| 福岡縣     | 福岡放送（FBS）   | 日本電視台系列 | 星期二25:29 - 26:29 | 2013年7月2日－ |

## 外部連結
- 《乃木坂46×HKT48 冠名節目對決》官方網站（日語）
  - 《NOGIBINGO!》主頁（日語）

- 《HKT48豚骨魔法少女學院》主頁（日語）